# 何塞·曼努埃尔·莫雷诺 (自行车运动员)
何塞·曼努埃尔·莫雷诺（西班牙語：José Manuel Moreno，1969年5月7日—），西班牙男子自行车运动员。他曾代表西班牙参加1988年、1992年和1996年夏季奥林匹克运动会自行车比赛，其中1992年奥运会获得一枚金牌。